# HC Slezan Opava
Le HC Slezan Opava est un club de hockey sur glace d'Opava en République tchèque. Il évolue dans la 2. liga, le troisième échelon tchèque.

## Historique
Le club est créé en 1945.

## Palmarès
- Vainqueur de la 1. liga : 1996.